# Hitchcock (Oklahoma)
Hitchcock és un poble dels Estats Units a l'estat d'Oklahoma. Segons el cens del 2000 tenia 141 habitants.

## Demografia
Segons el cens del 2000, Hitchcock tenia 141 habitants, 51 habitatges, i 39 famílies. La densitat de població era de 362,9 habitants per km².
Dels 51 habitatges en un 41,2% hi vivien nens de menys de 18 anys, en un 58,8% hi vivien parelles casades, en un 7,8% dones solteres, i en un 23,5% no eren unitats familiars. En el 23,5% dels habitatges hi vivien persones soles el 9,8% de les quals corresponia a persones de 65 anys o més que vivien soles. El nombre mitjà de persones vivint en cada habitatge era de 2,76 i el nombre mitjà de persones que vivien en cada família era de 3,26.
Per edats la població es repartia de la següent manera: un 33,3% tenia menys de 18 anys, un 7,8% entre 18 i 24, un 23,4% entre 25 i 44, un 22% de 45 a 60 i un 13,5% 65 anys o més.
L'edat mediana era de 36 anys. Per cada 100 dones de 18 o més anys hi havia 91,8 homes.
La renda mediana per habitatge era de 28.750 $ i la renda mediana per família de 36.250 $. Els homes tenien una renda mediana de 26.875 $ mentre que les dones 19.750 $. La renda per capita de la població era de 10.015 $. Entorn del 25,7% de les famílies i el 31,3% de la població estaven per davall del llindar de pobresa.

## Poblacions més properes
El següent diagrama mostra les poblacions més properes.